# Нижняя Марьяновка
Нижняя Марьяновка, Марианка де Жос (рум. Marianca de Jos) — село в Штефан-Водском районе Молдавии. Относится к сёлам, не образующим коммуну.

## География
Село расположено на высоте 87 метров над уровнем моря. Протекает река Бабей.

## Население
По данным переписи населения 2004 года, в селе Марианка де Жос проживает 571 человек (294 мужчины, 277 женщин).
Этнический состав села:
| Национальность | Число жителей | Процентный состав |
| -------------- | ------------- | ----------------- |
| молдаване      | 559           | 97,9              |
| русские        | 8             | 1,4               |
| украинцы       | 2             | 0,35              |
| румыны         | 2             | 0,35              |
| Всего          | 571           | 100 %             |